# Eoophyla persimilis
Eoophyla persimilis là một loài bướm đêm trong họ Crambidae.